# Soledad Alonso de Drysdale
Soledad Alonso de Drysdale (Gádor, 22 de junio de 1899 - Buenos Aires, 26 de enero de 1971) fue una escritora y filántropa española que ayudó especialmente a niños y ancianos mediante campañas de recogida de fondos entre la población argentina. Fue fundadora en Argentina de "Legionarios civiles de Franco".

## Biografía
Soledad Alonso Guirado nació en Gádor en 1899, de origen humilde emigró a Francia a trabajar y al mismo tiempo cursa estudios nocturnos en el Instituto Bergerac. En 1928 se trasladó a Argentina, país en donde se casó con el industrial de origen inglés Eric G. Drysdale. Enviudó heredando una importante fortuna y una buena posición social. Esta nueva situación desarrolló su actividad filantrópica en la provincia de Buenos Aires y en España después de la Guerra Civil Española. Presidió el "Socorro argentino pro-reconstrucción de España" y fundo la organización "Legionarios civiles de Franco".
Sus buenas relaciones con la nobleza, Iglesia y los dirigentes políticos del franquismo le permitieron paliar la precaria situación de la vivienda, la sanidad y la educación en ciudades como Granada, Málaga, Córdoba, Almería y Gádor, donde la nombraron hija adoptiva y predilecta.
Visitó España en varias ocasiones, colaborando en la visita de Eva Perón. Fue distinguida con la Gran Cruz de Isabel la Católica, del Mérito Militar. 
Murió en Buenos Aires el 26 de enero de 1971.

## Publicaciones
- Diario íntimo de Dolly  (1943), Madrid.
- Perfiles humanos  (1945), Madrid.
- Panocha  (1947), Madrid